# Мура (приток Ангары)
Му́ра — река в Иркутской области и Красноярском крае России, левый приток Ангары.
Длина реки — 330 км, площадь бассейна — 10 800 км². Течёт по Приангарскому плато в глубокой долине с широким днищем; в нижнем течении — каменистые перекаты. Близ устья — порог, ниже — фьордообразный эстуарий. Питание снеговое и дождевое. Среднегодовой расход воды — в 79 км от устья — 25 м³/с. Сплавная. Впадает в Ангару слева в 383 км от её устья.

## Притоки
Объекты перечислены по порядку от устья к истоку:
- 3 км: Грамшакан
- 8 км: Паня
- 14 км: Гуляшок
- 15 км: Глубокий
- 16 км: ручей Черемшаный
- 22 км: ручей Куначинский
- 27 км: Кежма (1-я)
- 28 км: ручей Кипельный
- 30 км: Чулюндей
- 30 км: Таленький
- 30 км: Худоронов
- 31 км: Пашинский
- 32 км: Атрикан
- 36 км: Порзиха
- 37 км: Нюрунда
- 38 км: Зюрзизибка
- 40 км: ручей Порожный (1-й)
- 43 км: ручей Порожный (2-й)
- 50 км: Чаки
- 56 км: Итомпура
- 68 км: Ойва
- 75 км: Материха
- 80 км: Кобка
- 84 км: ручей Первый
- 85 км: Чегошан
- 90 км: Второй
- 94 км: Бобкей
- 98 км: Тумай
- 99 км: Кежма (2-я)
- 110 км: Каймира
- 118: озеро Бидея
- 118 км: Чедуко
- 120 км: Найжокич
- 121 км: Чегаша
- 126 км: Амбарчик
- 127 км: Имба 1-я
- 132 км: Нинюгич
- 134 км: Зекторик
- 137 км: Имба 2-я
- 146 км: Кузьмичёва
- 154 км: Пидутка
- 156 км: Чудоба
- 167 км: Руптун
- 171 км: Пидуда
- 175 км: Лазарев
- 181 км: Дыбдак
- 182 км: Падуй
- 184 км: Лукомочинка
- 189 км: Карагайма
- 198 км: Тазея
- 198 км: Пидукон
- 204 км: Джижива
- 206 км: ручей Глинный
- 212 км: Хаинда
- 214 км: Аракан
- 220 км: Кашуглот
- 221 км: Кашука
- 231 км: Орон
- 235 км: Дыбдакончик
- 244 км: Халандаканчик
- 246 км: Халанда
- 249 км: Малый Шикликан
- 256 км: Большой Шикликан
- 258 км: Камиша
- 265 км: Дыбдакон
- 217 км: Бульдакон
- 282 км: Фушима
- 292 км: Чегоша Заречная
- 293 км: Озерная
- 298 км: Чегоша
- 299 км: Делингдэ
- 310 км: ручей Печенный
- 310 км: Конякич
- 313,5 км: Маврина
- 314 км: Пекемукта
- 316 км: Богдина
- 319 км: ручей Артельный

## Данные водного реестра
По данным государственного водного реестра России относится к Ангаро-Байкальскому бассейновому округу, речной бассейн реки — Ангара, речной подбассейн реки — Ангара от створа гидроузла Братского водохранилища до Енисея, водохозяйственный участок реки — Ангара от Богучанского гидроузла до устья без реки Тасеева.
Код объекта в государственном водном реестре — 16010300312116200021897.